# Sigrid Fick
Sigrid Fick (de soltera Frenckell; 28 de marzo de 1887 – 4 de junio de 1979) fue una jugadora de tenis nacida en Finlandia que se mudó a Suecia en 1910. Compitió en los Juegos Olímpicos de 1912, 1920 y 1924, y ganó dos medallas en dobles mixtos en 1912, ambas con Gunnar Setterwall. Durante su carrera, Fick ganó 56 títulos suecos.

## Biografía

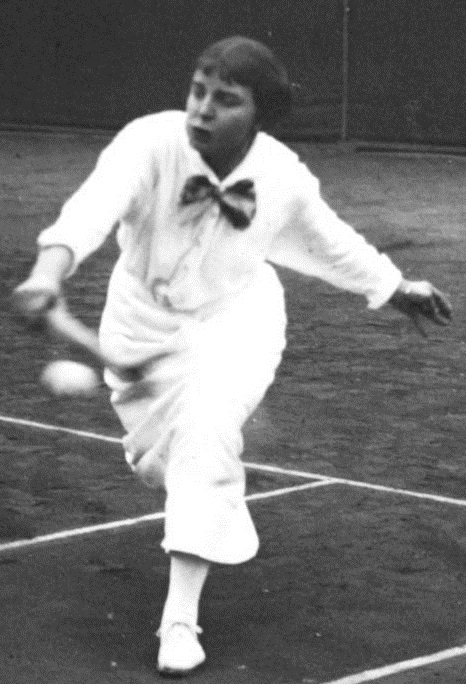
Sigrid Fick en 1914

Sigrid Frenckell nació en Helsinki, Finlandia, pero se mudó con su familia a los 10 años a Estocolmo, Suecia, donde también falleció. Al casarse en 1910 con Henrik Fick, adoptó su apellido, pero se divorció de él en 1929. En Suecia, Fick jugó para los clubes Kungliga Lawntennisklubben y Stockholms Allmänna Lawntennisklubb.
Fick participó tres veces en los Juegos Olímpicos a lo largo de su carrera. En 1912, en Estocolmo, compitió en cuatro eventos. En el dobles mixto en césped, junto con Gunnar Setterwall, ganó la medalla de plata. En la final, solo fueron superados por los jugadores alemanes Dora Köring y Heinrich Schomburgk. También compitió con Setterwall en el dobles mixto en pista cubierta, donde obtuvieron la medalla de bronce. En el individual en pista cubierta, terminó en cuarto lugar después de perder el partido por el tercer puesto contra la británica Mabel Parton. En césped, fue eliminada en la primera ronda. Fick también compitió en los Juegos Olímpicos de 1920 en Amberes y en los Juegos Olímpicos de 1924 en París, pero no ganó más medallas. Su mejor posición fue nuevamente un cuarto lugar en el individual femenino en 1920, donde perdió el partido por el bronce contra Kathleen McKane Godfree.
Fick fue considerada la mejor jugadora sueca antes de la Segunda Guerra Mundial. En total, ganó 56 títulos de campeonatos suecos, de los cuales 22 fueron en individuales. En 1913, junto con Setterwall, llegó a la final del Campeonato Mundial de Tenis en Pista Cubierta.

## Juegos olímpicos

#### Dobles mixtos
| Fecha               | Campeonato                         | Superficie | Ganadores                           | Pareja            | Resultado |
| ------------------- | ---------------------------------- | ---------- | ----------------------------------- | ----------------- | --------- |
| 28 de junio de 1921 | Juegos Olímpicos de Estocolmo 1912 | Tierra     | Dorothea Köring Heinrich Schomburgk | Gunnar Setterwall | 6–4, 6–0  |

#### Individuales
| Año                 | Campeonato                         | Superficie | Resultado        | Oponente        | Resultado |
| ------------------- | ---------------------------------- | ---------- | ---------------- | --------------- | --------- |
| 5 de mayo de 1921   | Juegos Olímpicos de Estocolmo 1912 | Madera     | Cuartos de final | Mabel Parton    | 6–3, 6–3  |
| 28 de junio de 1912 | Juegos Olímpicos de Estocolmo 1912 | Tierra     | Octavos de final | Dorothea Köring | 7–5, 6–3  |
| 23 de junio de 2920 | Juegos Olímpicos de Estocolmo 1912 | Césped     | Cuarto lugar     | Kitty McKane    | 6–2, 6–0  |
| 13 de julio de 1924 | Juegos Olímpicos de Estocolmo 1924 | Tierra     | Tercer lugar     | Kitty McKane    | 6–1, 6–1  |

#### Dobles damas
| Año                  | Campeonato                         | Superficie | Resultado        | Oponente                         | Resultado |
| -------------------- | ---------------------------------- | ---------- | ---------------- | -------------------------------- | --------- |
| 23 de agosto de 1920 | Juegos Olímpicos de Estocolmo 1912 | Madera     | Cuartos de final | Élisabeth d'Ayen Suzanne Lenglen | 6–3, 6–3  |
| 13 de julio de 1924  | Juegos Olímpicos de Estocolmo 1912 | Tierra     | Octavos de final | Phyllis Covell Kathleen McKane   | 7–5, 6–3  |

#### Dobles mixtos
| Año                 | Campeonato                         | Superficie | Posición             | Resultado         | Oponente                                         | Resultado |
| ------------------- | ---------------------------------- | ---------- | -------------------- | ----------------- | ------------------------------------------------ | --------- |
| 5 de mayo de 1912   | Juegos Olímpicos de Estocolmo 1912 | Madera     | Bronce               | Gunnar Setterwall | Carl Kempe Margarete Cederschiöld                |           |
| 28 de junio de 1912 | Juegos Olímpicos de Estocolmo 1912 | Tierra     | Dinero               | Gunnar Setterwall | Dorothea Köring Heinrich Schomburgk              | 6–4, 6–0  |
| 23 de junio de 1912 | Juegos Olímpicos de Estocolmo 1912 | Césped     | Primera ronda (1/16) | Albert Lindqvist  | Kitty McKane                                     | 7–5, 8–6  |
| 13 de julio de 1924 | Juegos Olímpicos de Estocolmo 1924 | Tierra     | Cuartos de final     | Henning Müller    | Hazel Hotchkiss Wightman Richard Norris Williams | 8–6, 6–3  |